# Eberhard Bodenschatz
Pour les articles homonymes, voir Bodenschatz.
Eberhard Bodenschatz est un physicien allemand né le 22 avril 1959 à Rehau.

## Biographie
Il obtient son doctorat en physique théorique de l'université de Bayreuth en 1989. En 1991, lors de ses recherches postdoctorales à l'université de Californie à Santa Barbara, il reçoit un poste de professeur de physique expérimentale à l'université Cornell De 1992 à 2005, durant son mandat à Cornell, il est professeur invité à l'université de Californie à San Diego (1999-2000). En 2003, il devient membre scientifique à la Société Max-Planck et directeur adjoint (2003-2005) / Directeur (depuis 2005) à l'Institut de Max Planck pour la dynamique et l'auto-organisation. Il continue à avoir des liens étroits avec l'Université de Cornell, où il est professeur adjoint de physique et de génie mécanique et aérospatial (depuis 2005).